# Liste der Bodendenkmäler in Lauben (Oberallgäu)
Auf dieser Seite sind die Bodendenkmäler in der schwäbischen Gemeinde Lauben zusammengestellt. Diese Tabelle ist eine Teilliste der Liste der Bodendenkmäler in Bayern. Grundlage ist die Bayerische Denkmalliste, die auf Basis des Bayerischen Denkmalschutzgesetzes vom 1. Oktober 1973 erstmals erstellt wurde und seither durch das Bayerische Landesamt für Denkmalpflege geführt wird. Die folgenden Angaben ersetzen nicht die rechtsverbindliche Auskunft der Denkmalschutzbehörde.

## Bodendenkmäler der Gemeinde Lauben

### Bodendenkmäler in der Gemarkung Lauben
| Lage              | Objekt | Akten-Nr.     | Bild |
| ----------------- | --- | ------------- | ---- |
| Lauben (Standort) | Mittelalterliche und frühneuzeitliche Befunde im Bereich der Katholischen Pfarrkirche St. Ulrich und Afra in Lauben. | D-7-8227-2018 |      |
| Lauben (Standort) | Burgus der römischen Kaiserzeit (Stielings).                                                                         | D-7-8228-0006 |      |
| Lauben (Standort) | Burgstall des Mittelalters.                                                                                          | D-7-8228-0007 |      |
| Lauben (Standort) | Brandgräber der römischen Kaiserzeit und Siedlung römischer oder mittelalterlicher Zeitstellung.                     | D-7-8228-0008 |      |
| Lauben (Standort) | Teilstück einer Straße der römischen Kaiserzeit.                                                                     | D-7-8228-0053 |      |

### Bodendenkmäler in der Gemarkung Überbach
| Lage                | Objekt                                                            | Akten-Nr.     | Bild |
| ------------------- | ----------------------------------------------------------------- | ------------- | ---- |
| Überbach (Standort) | Teilstück einer Straße vor- und frühgeschichtlicher Zeitstellung. | D-7-8227-0005 |      |